# Ferrocarril Baikal-Amur

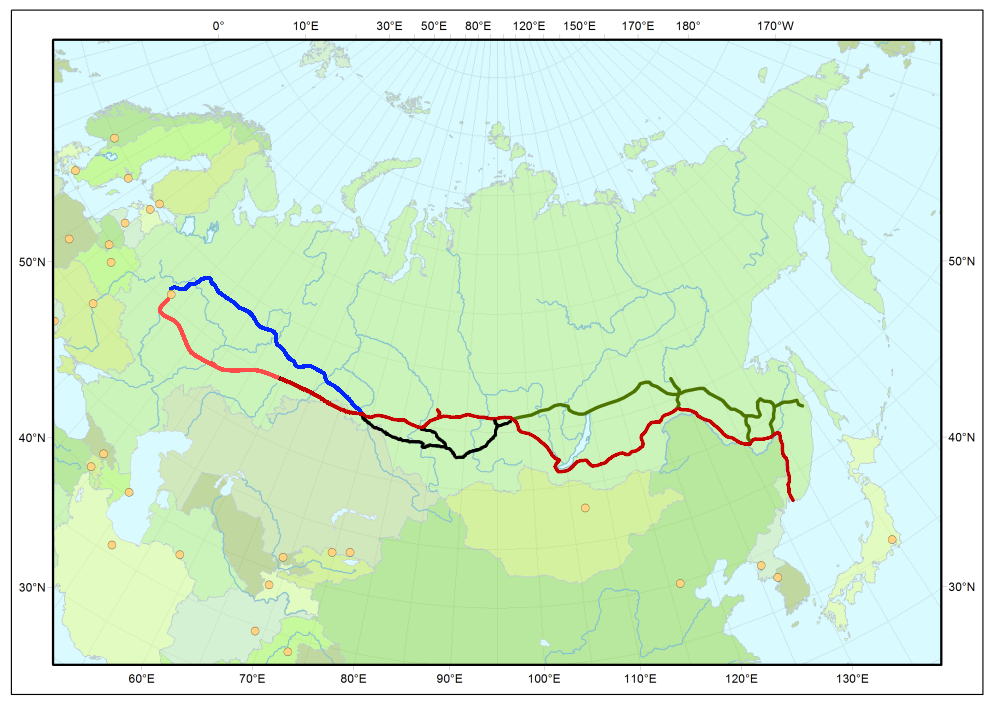
En verde, el ferrocarril Baikal-Amur (BAM); en rojo, el Transiberiano.

Detalle del ferrocarril Baikal-Amur (BAM)

El ferrocarril Baikal-Amur (en ruso, Байкало-Амурская магистраль; Baikalo-Amúrskaya magistral; también conocida por sus iniciales como BAM) es una línea de ferrocarril en Rusia, que atraviesa la Siberia Oriental y el Lejano Oriente ruso, conectando el lago Baikal con el río Amur. La línea BAM tiene una longitud de 4234 km y está situada a unos 600-700 km al noreste del Transiberiano ya que fue construida como una ruta estratégica alternativa, al considerase el Transiberiano especialmente vulnerable por su proximidad a la frontera con China. Los costos de la línea BAM se estiman en 14 000 millones de dólares y ha sido desarrollada usando carriles especiales y durables ya que la mayoría de su recorrido se encuentra sobre el permafrost. 

## Recorrido
La línea BAM se aparta del ferrocarril transiberiano en Taishet y, a continuación, atraviesa el río Angará en Bratsk y el río Lena en Ust-Kut. Luego sigue por Severobaikalsk, en el extremo norte del lago Baikal, Tynda y Jani, cruza el río Amur en Komsomolsk del Amur y finalmente llega al océano Pacífico en Sovétskaya Gavan. Hay 21 túneles a lo largo de la línea, con una longitud total de 47 km. También hay más de 4200 puentes, con una longitud total de más de 400 km.
De toda la ruta, sólo el sector occidental Taishet-Taksimó de 1469 km está electrificado. El recorrido es de vía única en gran parte, aunque la reserva es lo suficientemente amplia como para desdoblar la línea en todo su recorrido. 
En Tynda la ruta es atravesada por la línea Amur-Yakutsk (AYaM), que corre en dirección norte desde Neryungri y Tommot, con una ampliación hasta Yakutsk en construcción. El tramo original de la AYaM que conecta con el Transiberiano en Bámovskaya con el BAM en Tynda también es conocida como la «Pequeña BAM».

## Historia
Las primeras secciones del Ferrocarril Baikal-Amur se construyeron en varias veces por presos del Gulag. El tramo de Taishet a Bratsk fue construido en 1930 y se movilizaron 180.000 reclusos y hubo 10 000 muertos. Una parte de la ruta oriental fue el trabajo de los prisioneros del Gulag durante los años 1944-46. 
Sin embargo, la mayoría de la línea BAM fue construida entre 1972 y 1984 y movilizó unos recursos humanos y financieros récord en su tiempo. Con el fin de suscitar el entusiasmo de los jóvenes y atraerlos a esas tierras de clima severo, se implicó activamente a los reclutadores del Komsomol y se calificó el proyecto como «gran obra del comunismo» (великая стройка коммунизма). Debido al estancamiento económico («zastói») de la agonizante Unión Soviética y los problemas de construir sobre el permafrost, el proyecto fue un verdadero abismo financiero.

## Galería de imágenes

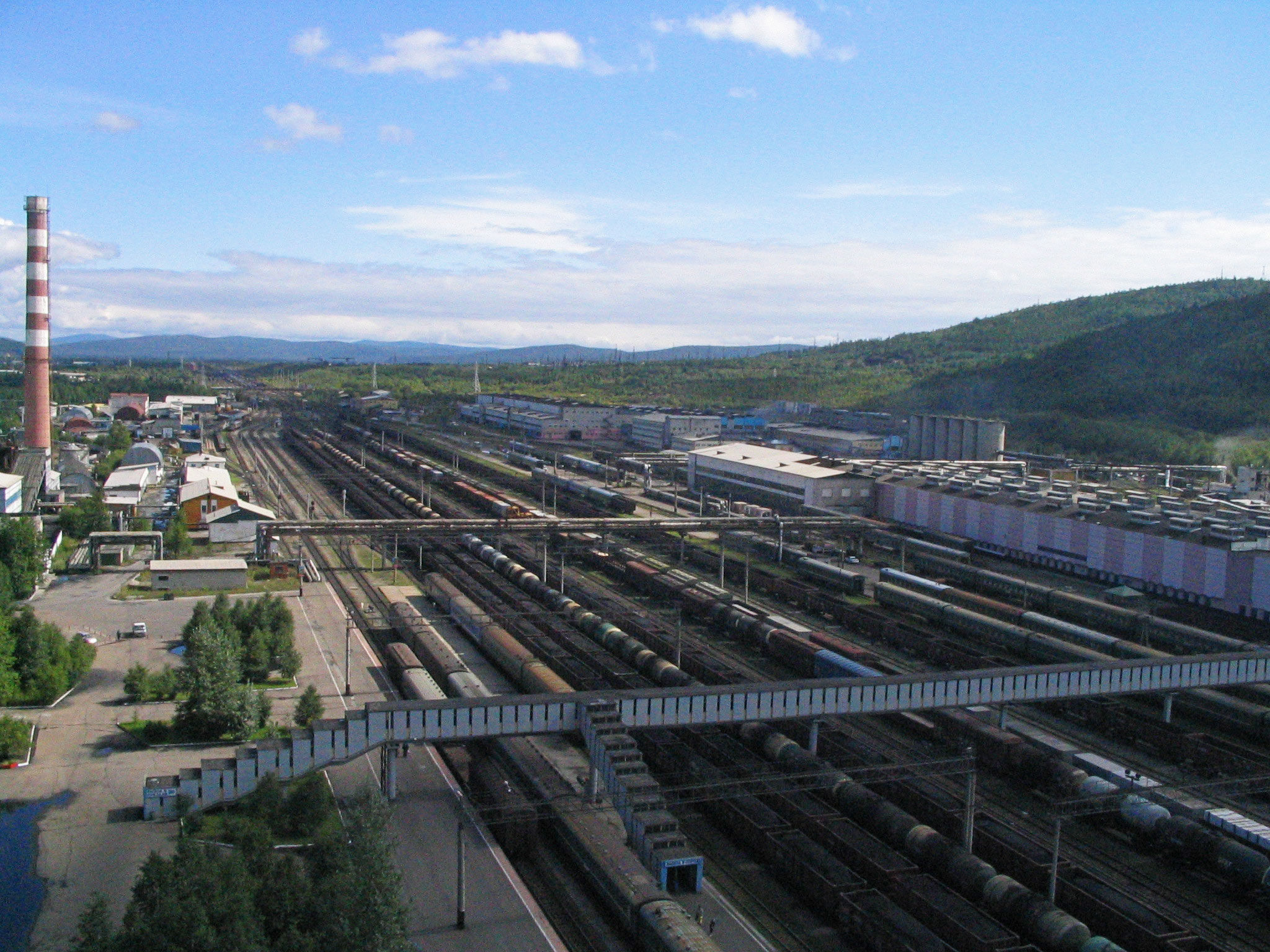
Estación ferroviaria en Tynda
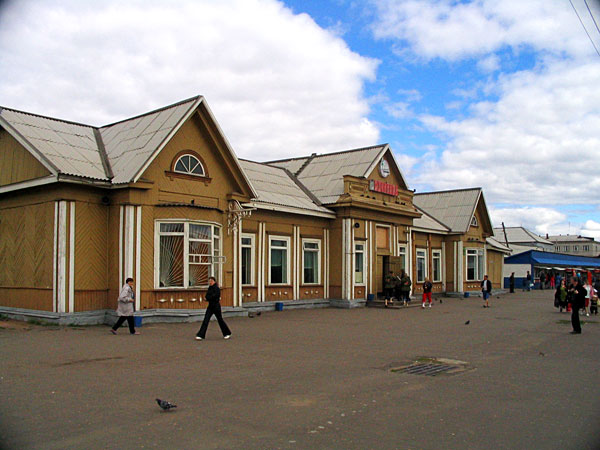
Estación ferroviaria en Víjorevka
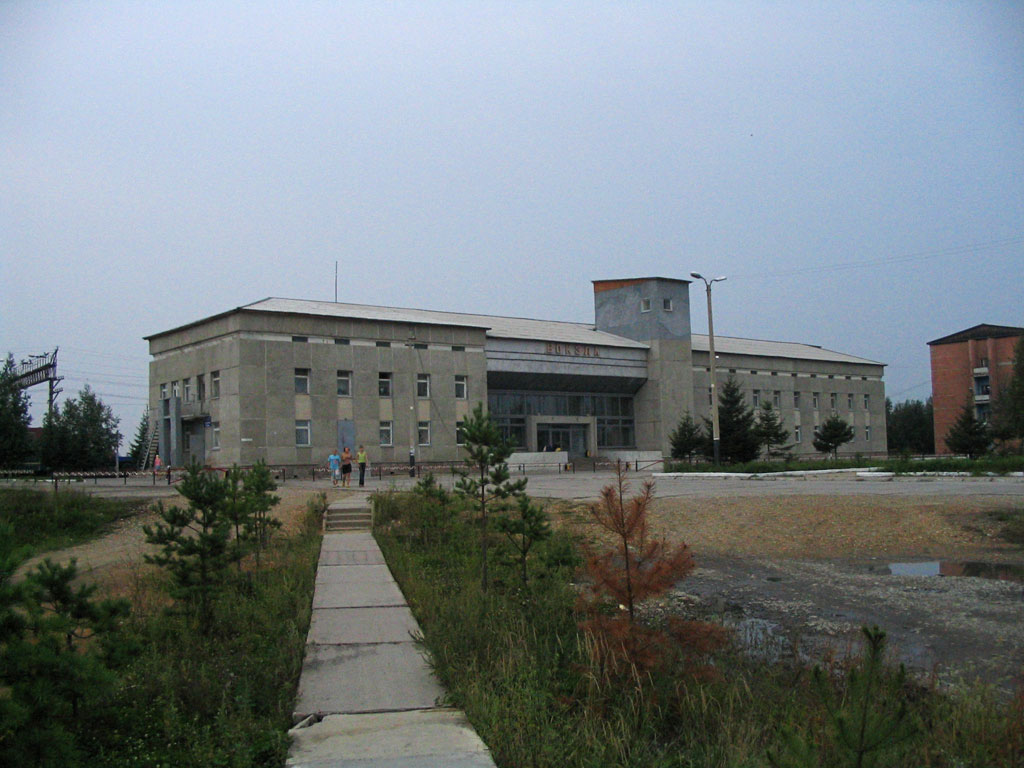
Estación ferroviaria en Fevralsk
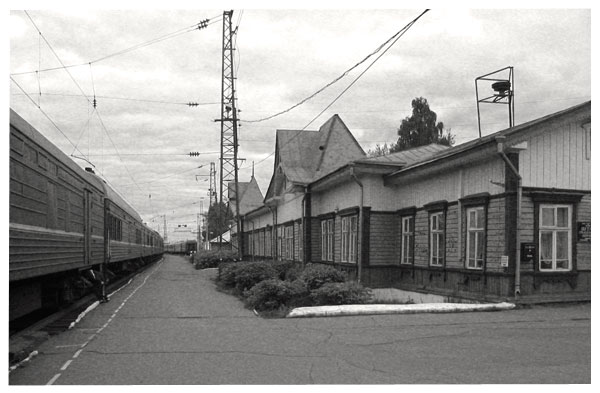
Antigua estación ferroviaria en Taishet
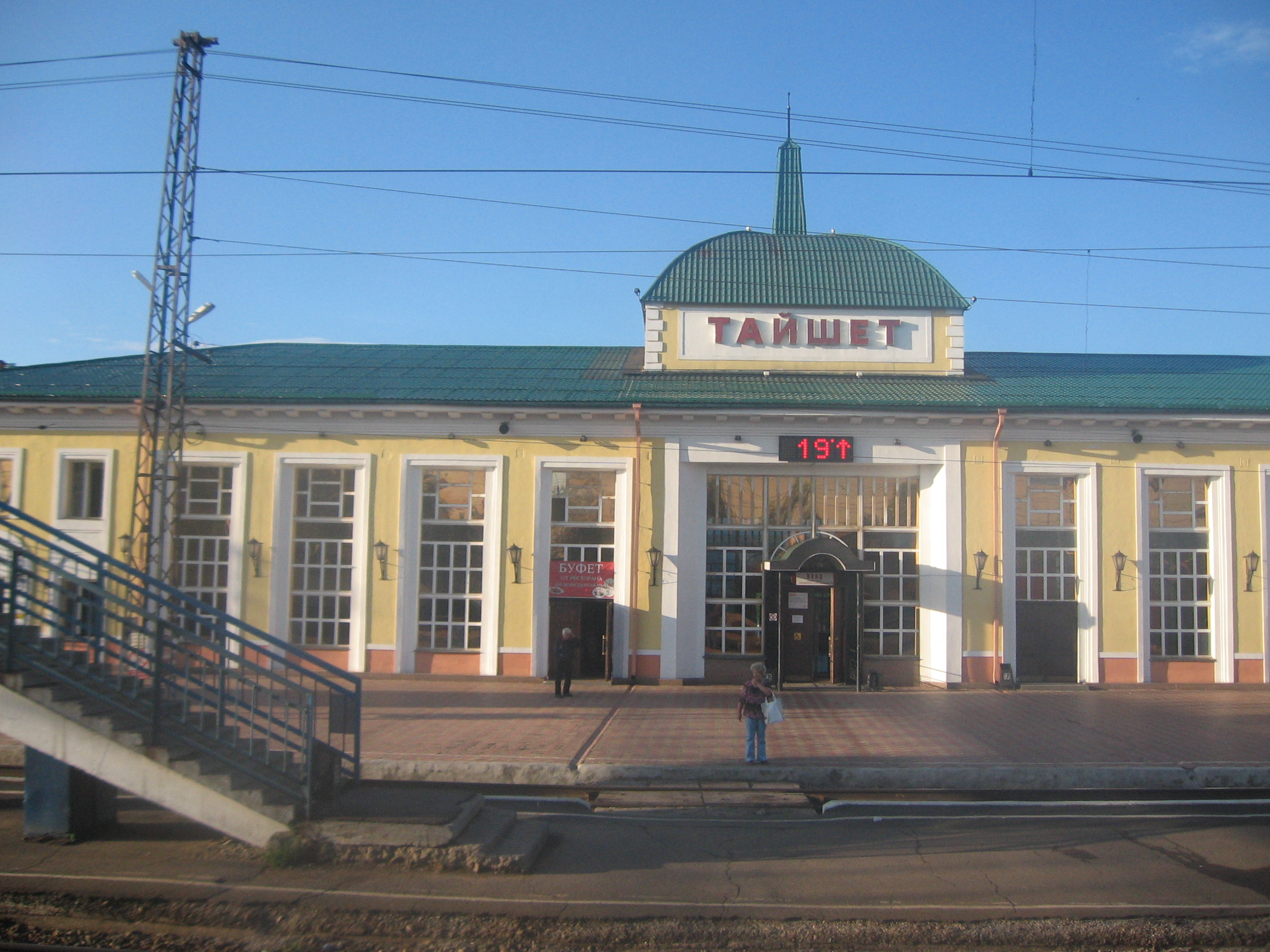
Actual estación ferroviaria en Taishet